# Hydrozetes indicator
Hydrozetes indicator är en kvalsterart som beskrevs av Herbert Habeeb 1974. Hydrozetes indicator ingår i släktet Hydrozetes och familjen Hydrozetidae. Inga underarter finns listade i Catalogue of Life.